# Comitatul Saint Clair, Michigan
- Pentru alte comitate cu același nume, vedeți Comitatul Saint Clair.

Comitatul Saint Clair (în engleză Saint Clair County) este unul din cele 83 de comitate ale statului Michigan, Statele Unite ale Americii.

## Demografie
St. Clair County, Michigan - evoluția demografică

|  | Graficele sunt indisponibile din cauza unor probleme tehnice. Mai multe informații se găsesc la Phabricator și la wiki-ul MediaWiki. |

Date: Recensăminte sau birourile de statistică - grafică realizată de Wikipedia